# استاد سمندر و سایه‌ها
استاد سمندر و سایه‌ها (به کره‌ای: 도롱뇽도사와 그림자 조작단; انگلیسی: Salamander Guru and The Shadows) یک سیتکام محصول کره جنوبی با بازی چوی مین هو، ریو هیون کیونگ، ایم وون هی، لی بیونگ-جون و اوه دال-سو است. این سیتکام از ۲۷ ژانویه تا ۳۰ مارس ۲۰۱۲، جمعه‌ها ساعت ۲۳:۰۰ (کی‌اس‌تی) از اس‌بی‌اس برای ۱۰ قسمت پخش شد.

## بازیگران

### اصلی
- چوی مین هو در نقش مین هیوک (هکر)[۲]
- ریو هیون کیونگ در نقش کیونگ جا (کارآگاه)
- ایم وون هی در نقش وون سام (دستیار استاد سمندر)
- لی بیونگ-جون در نقش بوم گیو (استاد سمندر واقعی)
- اوه دال-سو در نقش سون دال (کلاهبردار)
- کیم گیو سون در نقش گیو سون
- یون سانگ هو در نقش کارآگاه یون

## آمار بینندگان
در جدول زیر، اعداد آبی کمترین رتبه و اعداد قرمز بیشترین رتبه را نشان می‌دهند.
| قسمت # | تاریخ پخش اصلی | TNmS Ratings (سراسر کشور) |
| ------ | -------------- | ------------------------- |
| ۱      | ۲۷ ژانویه ۲۰۱۲ | ۵٫۱٪                      |
| ۲      | ۳ فوریه ۲۰۱۲   | ۵٫۱٪                      |
| ۳      | ۱۰ فوریه ۲۰۱۲  | ۴٫۲٪                      |
| ۴      | ۱۷ فوریه ۲۰۱۲  | ۴٫۸٪                      |
| ۵      | ۲۴ فوریه ۲۰۱۲  | ?                         |
| ۶      | ۲ مارس ۲۰۱۲    | ۴٫۶٪                      |
| ۷      | ۹ مارس ۲۰۱۲    | ۳٫۹٪                      |
| ۸      | ۱۶ مارس ۲۰۱۲   | ۴٫۵٪                      |
| ۹      | ۲۳ مارس ۲۰۱۲   | ۳٫۷٪                      |
| ۱۰     | ۳۰ مارس ۲۰۱۲   | ۳٫۱٪                      |